# Adalberto da Alsácia
 Adalberto da Alsácia, ou Adelberto, ou Adelbergo nasceu por volta de 665 na região de Obernai e morreu por volta de 722, talvez na sua casa de campo em Koenigshoffen.
Após a morte de Ético-Adalrico da Alsácia, certamente em 690, seu filho, o duque Adalberto da Alsácia,secede-lhe. Ele já era conde de Sundgau antes de sua morte. Adalberto construiu a residência real de Koenigshoffen e as abadias de Honau, e a Igreja de Saint-Étienne, em Estrasburgo, mas também de Wissembourg. A Alsácia, era então um ducado, muito poderoso no seio da Austrasia. Ele casou-se com Gerlinda de Pfalzel, filha de Odo, que é, talvez, um dos netos de Hugoberto.

## Família

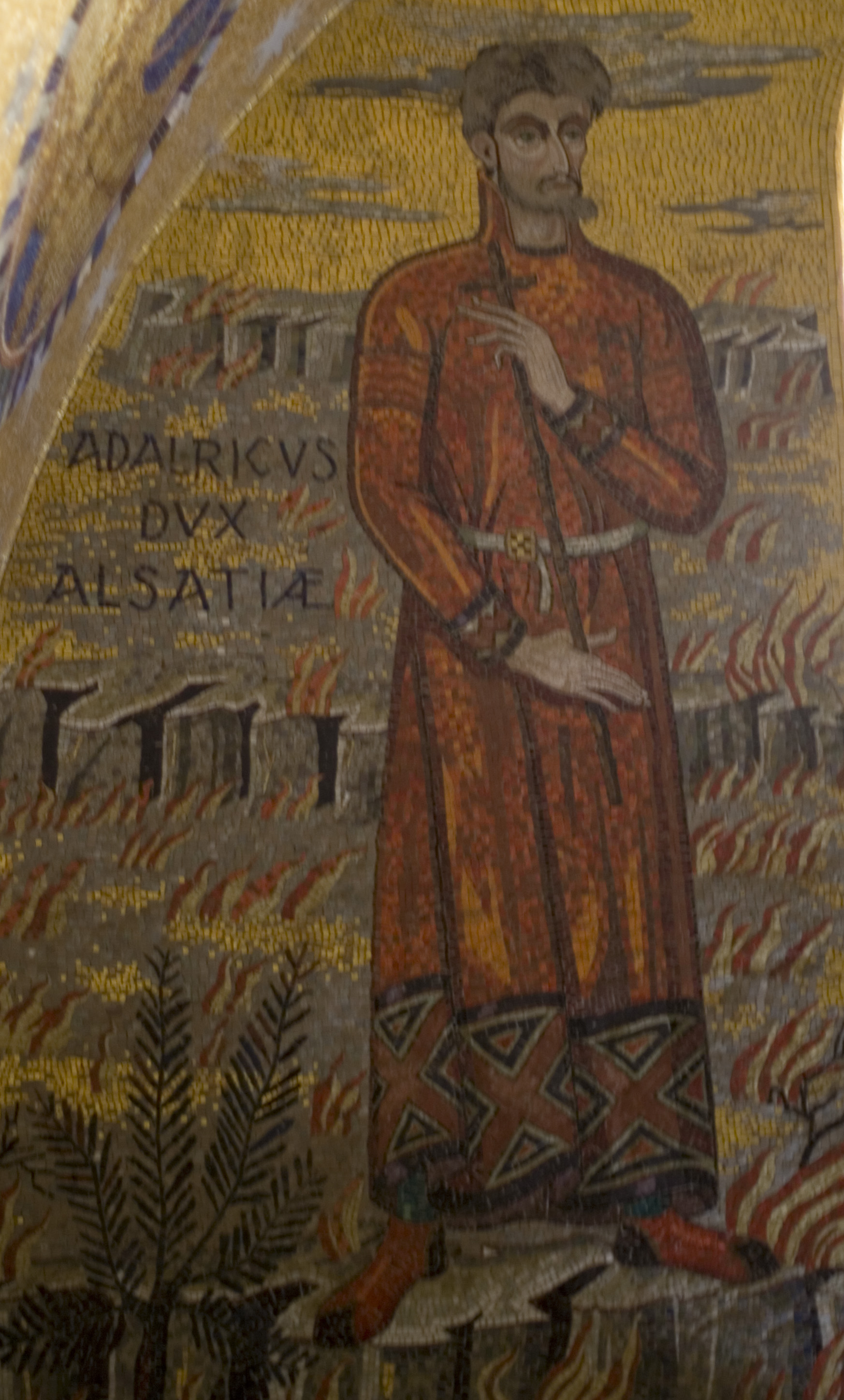
Mosaico representando seu pai Etico-Adalrico da Alsácia

Adalberto da Alsácia é o filho de Etico-Adalrico da Alsácia duque da Alsácia e o resto de 662 a 689, o fundador da dinastia dos Éticonidas e o irmão de santa Odila, a santa padroeira da Alsácia. É muito provavelmente o ancestral da ilustre família dos Habsburgos. Os bens dos eticônidas, mestres absolutos da Alsácia, na Alta Idade Média, encontram-se com efeito, nas mãos dos Habsburgos, alguns séculos mais tarde. Sua mãe, Bersvinda é a sobrinha de Santo Léger de Autun, bispo e santo, e talvez cunhada de Sigeberto III.

## Biografia

### Infância
Adalberto da Alsácia pode ter nascido em Oberehnheim, na vila real de seus pais, ou no castelo de Hohenbourg, onde ele passa boa parte de sua infância. O seu pai é feito conde de Sundgau em 683.
O território que detém Adalberto da Alsácia não parece ter sido amputado ou expandido em relação ao ducado de seu pai. Ele está localizado a leste da crista de Vosges, da abadia de Surbourg, a sul do Sauer (rio), para sul da abadia de Moutier-Grandval, localizado no norte do Jura. Ele inclui o Breisgau e uma parte da planície do renâna do outro lado do Reno.

### Casamento
Adalberto da Alsácia casou-se com Gerlinda de Pfalzel, filha de Odo e provavelmente de Adela, abadessa de Pfalzel. Adela de Pfazel é muito provavelmente a filha de Hugoberto (645 - 698), senescal de Clóvis III (em 693), conde do palácio de Quildeberto IV e de Irmina de Oeren. 

### Koenigshoffen
No século VII, em Koenigshoffen, o silêncio da solidão havia sucedido ao barulho do campo romano. Os habitantes eram raros nesta colina onde se levantava a forca para os malfeitores condenados pelo juiz da vila. Não muito longe, Santo Arbogasto constrói uma cela no rio Ill, num lugar deserto, onde ele gostava de se retirar, quando queria fugir do mundo. Dizem que Dagoberto II construiu para o bispo que ele venerava um mosteiro com oratório. Por um movimento de humildade, Arbogasto queria ser enterrado na colina dos suplicios, a presença da sua sepultura traria infâmia ao lugar. Desapareceu a forca e no seu lugar erigiu-se uma capela dedicada a São Miguel, que o bispo Remi doa ao convento de Eschau, fundado por ele em 776. À volta desta capela agruparam-se pouco a pouco colonos atraídos pela fertilidade dos solos. Os prados foram convertidos em campos, levantaram-se habitações rústicas que desde o início do século VIII, eram suficientemente numerosas para formar um subúrbio subúrbio da cidade. O Duque da Alsácia, Adalberto, irmão de Santa Odila e fundador da Abadia de Saint-Etienne construiu ali uma moradia real que dará a todo o bairro com as suas quintas o nome de Koenigshoffen. É para esta nova população urbana que erigiu a igreja de Sainte-Aurélie.

### A abadia de Saint-Étienne (717)
Como Etico-Adalrico da Alsácia, seu pai, fundou mosteiros, incluindo a abadia de Saint-Étienne (717), em Estrasburgo. A igreja de Saint-Étienne, está localizada dentro do colégio episcopal de Saint-Étienne, em Estrasburgo. A cripta apresenta os vestígios da basílica romana do século V. No entanto o edifício foi construído no século VIII pelo duque Adalberto da Alsácia. A abside é merovíngia. É neste abadia que ele será enterrado como as duas mulheres, e duas de suas filhas. Outra de suas filhas, Átala, foi a primeira abadessa.

### Abadia de Honau (721)
O duque Adalberto fundou o mosteiro de Honau, numa ilha no rio Reno, a norte de Estrasburgo, em honra do arcanjo são miguel. É um mosteiro beneditino fundado no início do século VIII por monges irlandeses. No entanto, as fontes que são mais sérias nos dão a data : 721. Entre os nomes que se destacam, sabe-se que o de Tuban, a fundador com o chamado Benedictus, neste mosteiro, que serve como paragem e base descanso para os Irlandeses partindo na direção de Hesse e Mainz.
Adalberto da Alsácia é descrito como Adelbertus dux numa carta desta abadia. O duque Adalberto aumenta a doação primeiro do mosteiro de Honau juntando bens e rendas, em junho de 722. Ele morreu no mesmo ano, antes de 11 de dezembro de 722, e foi sepultado no coração da abadia de Saint-Étienne

## Descendência

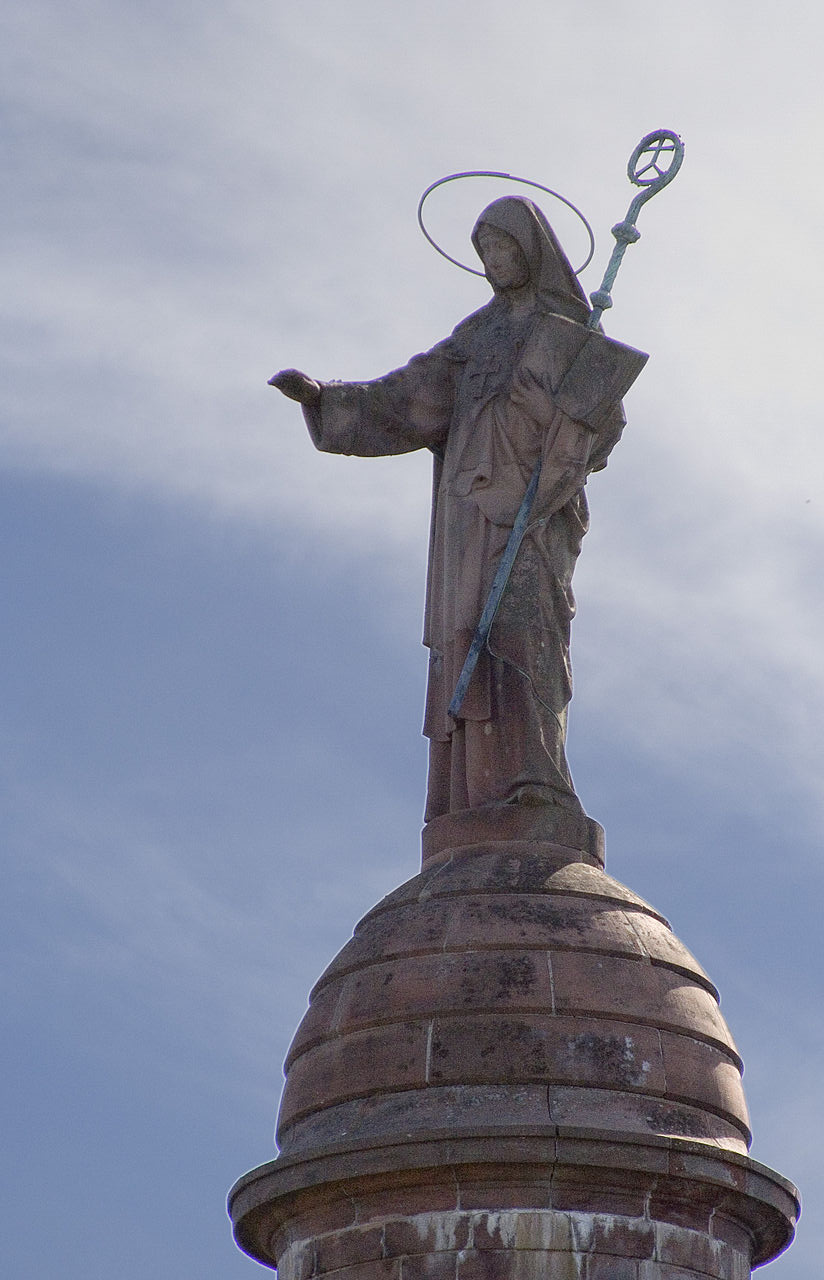
Estátua de santa-Odilia, sua irmã.

Adalberto da Alsácia e a esposa, Gerlinda de Pfalzel, que à sua morte são enterrados na abadia de Saint-Étienne. Eles têm, pelo menos, seis filhos :
- Luitfrido I da Alsácia (700 - 767), duc d'Alsace está na origem dos mosteiros de  Honau, Wissembourg, e da abadia de Murbach[5].
- Eberardo de Eguisheim, conde, mencionado na carta de fundação da abadia de Murbach em 728. Está também na origem dos mosteiros de Remiremont, Honau e de Wissembourg. São Pirmino funda em 724 , o mosteiro de Reichenau, na ilha do mesmo nome, no lago de Constança e, em seguida, um grande número de outras abadias entre o Vosges e a Floresta Negra, tais como Gengenbach , em 725, no vale do Kinzig, com o conde franco Eberardo de Eguisheim, e Murbach em 728, com o mesmo Eberardo, proporcionando campos, até na Suíça.
- Santa Átala (+ 3 de dezembro de 741) é formada por santa Odilia, é a primeira abadessa do mosteiro de Saint-Étienne.
- Maso de Sundgau, conde, fundador da abadia de Masevaux ou Masmunster.. O diploma de Louis o bem-humorada (778-840) o qualifica para este mosteiro de princeps vir nobilis maso, frater ducis Luidfredi e Eberhardi[6].

Após a morte de santa Odilia, os canonesses elegem para suceder-lhe na administração suas duas sobrinhas, filhas de Adalberto :
- Eugénia da Alsácia (+ 16 de dezembro, 735) é nomeada segunda abadessa de Hohenbourg
- Gundelina é nomeada abadessa da abadia de Sainte-Marie de Niedermunster[7].

Adalberto da Alsácia casou-se com Baltilda, uma mulher rica da região da Alsácia. Eles têm duas filhas :
- Luitgarda foi sepultada na abadia de Saint-Étienne.
- Sabine foi sepultado na abadia de Saint-Etienne[9].